# 영주 (송)
영주(郢州)는 육조시대 송나라때인 454년(유송 효무제 효건 원년)에 설치된 중국의 옛 행정구역으로 지금의 후베이성동부와 후난성 북서부를 관할했다. 건강에 있는 남조 중앙정부의 지배를 받는 양주와 지방군이 통치하는 형주와의 완충지대 역할을 했다. 치소는 강하군 하구(夏口)에 두었다.

## 속군

### 유송
유송대에는 9군 39현 29,469호 158,587명을 거느렸으며 건강까지 수로로 2,100리 거리였다.
강하군(江夏郡) · 경릉군(竟陵郡) · 무릉군(武陵郡) · 파릉군(巴陵郡) · 무창군(武昌郡) · 서양군(西陽郡)

### 남제
강하군(江夏郡) · 경릉군(竟陵郡) · 무릉군(武陵郡) · 파릉군(巴陵郡) · 무창군(武昌郡) · 서양군(西陽郡) · 제흥군(齊興郡) · 동장가군(東䍧牱郡) · 방성좌군(方城左郡) · 북신양군(北新陽郡) · 의안좌군(義安左郡) · 남신양좌군(南新陽左郡) · 북수안좌군(北遂安左郡) · 신평좌군(新平左郡) · 건안좌군(建安左郡)
1. ↑  《송서》37권 지 제27 주군지 3 영주
2. ↑  《남제서》15권 지 제7 주군지 下 영주